# Кіттредж (Колорадо)
Кіттредж (англ. Kittredge) — переписна місцевість (CDP) в США, в окрузі Джефферсон штату Колорадо. Населення — 1308 осіб (2020).

## Географія
Кіттредж розташований за координатами 39°39′32″ пн. ш. 105°18′16″ зх. д. / 39.65889° пн. ш. 105.30444° зх. д. (39.658911, -105.304534).  За даними Бюро перепису населення США в 2010 році переписна місцевість мала площу 4,88 км², з яких 4,88 км² — суходіл та 0,00 км² — водойми.

## Демографія
Згідно з переписом 2010 року, у переписній місцевості мешкали 1304 особи в 525 домогосподарствах у складі 363 родин. Густота населення становила 267 осіб/км².  Було 573 помешкання (117/км²).
Расовий склад населення:
| - 95,6 % — білих - 0,7 % — корінних американців - 0,7 % — азіатів - 0,5 % — чорних або афроамериканців |

До двох чи більше рас належало 1,8 %. Частка іспаномовних становила 3,8 % від усіх жителів.
За віковим діапазоном населення розподілялося таким чином: 27,1 % — особи молодші 18 років, 65,6 % — особи у віці 18—64 років, 7,3 % — особи у віці 65 років та старші. Медіана віку мешканця становила 41,1 року. На 100 осіб жіночої статі у переписній місцевості припадало 97,6 чоловіків;  на 100 жінок у віці від 18 років та старших — 93,5 чоловіків також старших 18 років.
Середній дохід на одне домашнє господарство  становив 86 040 доларів США (медіана — 55 958), а середній дохід на одну сім'ю — 99 965 доларів (медіана — 56 750). За межею бідності перебувало 10,5 % осіб, у тому числі 6,2 % дітей у віці до 18 років та 0,0 % осіб у віці 65 років та старших.
Цивільне працевлаштоване населення становило 771 осіб. Основні галузі зайнятості: науковці, спеціалісти, менеджери — 25,9 %, освіта, охорона здоров'я та соціальна допомога — 16,5 %, виробництво — 11,3 %, мистецтво, розваги та відпочинок — 9,2 %.